# Nastonotus foreli
Nastonotus foreli är en insektsart som beskrevs av George Clifford Carl 1921. Nastonotus foreli ingår i släktet Nastonotus och familjen vårtbitare. Inga underarter finns listade i Catalogue of Life.